# Ива полярная
И́ва поля́рная (лат. Salix polaris) — вид цветковых растений из рода Ива (Salix) семейства Ивовые (Salicaceae).

## Распространение и экология
В природе ареал вида охватывает Скандинавию, Шпицберген, остров Ян-Майен, Восточную Сибирь, Чукотку и Камчатку, Гренландию, арктическую Америку.
Произрастает в травянистой, щебнистой, глинистой, арктической и альпийской тундре.

## Ботаническое описание
Крошечный кустарничек травянистого облика. Ветви подземные, короткие (длиной 3—6 см)
Прилистники ланцетовидные, чаще отсутствуют. Листья округлые, широко-обратнояйцевидные, иногда почковидные, реже эллиптически-широколанцетные, сверху округлые, часто выемчатые, у основания округлые или сердцевидные, реже клиновидные, цельнокрайные с обеих сторон зелёные, сверху матовые, снизу несколько блестящие, длиной 0,8—2,5 см, шириной 0,6—1,3 см, на голых черешках длиной до 1 см.
Серёжки конечные, 3—17-цветковые, обычно продолговатые или яйцевидные, длиной около 1,6, диаметром около 0,9 см. Прицветные чешуи яйцевидные или обратнояйцевидные, закруглённые, вогнутые, тёмно-бурые, иногда по краю зазубренные. Тычинки в числе двух, свободные, голые, с темными пыльниками и продолговато-яйцевидным, суженным нектарником длиной около 1 мм. Завязь коническая, длиной до 5 мм, серо-войлочная, позже лысеющая, зеленоватая или пурпурная; рыльца длиной 0,5—0,8 мм, двураздельные, расходящиеся, с продолговато-линейным нектарником цеп питания-полярная ива, птица, писец.

## Значение и применение
Листья долго держатся и иногда уходят под снег зелёными, составляя летний и зимний корм северных оленей. На острове Колгуев листья поедаются удовлетворительно. Запас листьев в полярном Приуралье достигал 46 кг/га. 
На севере Якутии листья служат в обиходе якутов суррогатом чая.

## Таксономия
Вид Ива полярная входит в род Ива (Salix) семейства Ивовые (Salicaceae) порядка Мальпигиецветные (Malpighiales).
|  |                                      |  |                                                             |                                                             |                  |  | ещё 36 семейств (согласно Системе APG II) | ещё 36 семейств (согласно Системе APG II) |                    |  |  |  | ещё более 500 видов |
|  |                                      |  |                                                             |                                                             |                  |  | ещё 36 семейств (согласно Системе APG II) | ещё 36 семейств (согласно Системе APG II) |                    |  |  |  | ещё более 500 видов |
|  |                                      |  |                                                             | порядок Мальпигиецветные                                    |                  |  |                                           |                                           | род Ива            |  |  |  |                     |
|  |                                      |  |                                                             | порядок Мальпигиецветные                                    |                  |  |                                           |                                           | род Ива            |  |  |  |                     |
|  | отдел Цветковые, или Покрытосеменные |  |                                                             |                                                             | семейство Ивовые |  |                                           |                                           | вид Ива полярная   |  |  |  |                     |
|  | отдел Цветковые, или Покрытосеменные |  |                                                             |                                                             | семейство Ивовые |  |                                           |                                           |                    |  |  |  |                     |
|  |                                      |  | ещё 44 порядка цветковых растений (согласно Системе APG II) | ещё 44 порядка цветковых растений (согласно Системе APG II) |                  |  |                                           | ещё около 57 родов                        | ещё около 57 родов |  |  |  |                     |
|  |                                      |  |                                                             | ещё 44 порядка цветковых растений (согласно Системе APG II) |                  |  |                                           |                                           | ещё около 57 родов |  |  |  |                     |